# Headshot (singolo)
Headshot è un singolo dei rapper statunitensi Lil Tjay, Polo G e Fivio Foreign pubblicato il 19 marzo 2021 da Columbia Records.

## Descrizione
Il brano vede la collaborazione di Polo G e Fivio Foreign, che inizialmente erano stati indicati come artisti secondari, ma sono stati accreditati come principali dopo l'uscita di Destined 2 Win. È stato scritto dagli interpreti e da TnTXD, Tahj Money, D Mac, Bordeaux, Non Native e 101Slide e prodotto da questi ultimi.

## Rilascio
Tutti e tre gli artisti hanno annunciato la pubblicazione del singolo e i dettagli (copertina e data di uscita) sui rispettivi account dei social media il 15 marzo 2021.

## Video musicale
Dopo alcuni giorni dall'annuncio, il video musicale ufficiale del brano è stato presentato in anteprima sul canale YouTube di Lil Tjay il 22 marzo 2021. I tre artisti sparano ripetutamente a delle mele in testa a un uomo con delle pistole, uccidendolo alla fine.

## Tracce
1. Calling My Phone (feat. 6LACK) – 3:25 (testo: Tione Jayden Merritt, Brendan Walsh, Luis Campozano, Ricardo Valdez Valentine Jr., Ryan Martínez – musica: Bordeaux, G. Ry, Non Native)
2. Headshot (con Polo G e Fivio Foreign) – 2:24 (testo: Merritt, Taurus Bartlett, Maxie Ryles III, Thomas Horton, Tahj Vaughn, David McDowell, Brendan Walsh, Luis Campozano – musica: TnTXD, Tahj Money, D Mac, Bordeaux, Non Native, 101Slide)

## Classifiche
| Classifica (2021) | Posizione massima |
| ----------------- | ----------------- |
| Canada            | 16                |
| Grecia            | 43                |
| Irlanda           | 56                |
| Portogallo        | 191               |
| Regno Unito       | 40                |
| Stati Uniti       | 42                |